# Platydasys phacellatus
Platydasys phacellatus är en djurart som tillhör fylumet bukhårsdjur, och som beskrevs av Clausen 1965. Platydasys phacellatus ingår i släktet Platydasys och familjen Thaumastodermatidae. Inga underarter finns listade i Catalogue of Life.